# Восьминіг гігантський
Восьминіг гігантський, восьминіг Дофлейна, восьминіг Джильберта (лат. Enteroctopus dofleini) — вид восьминогів роду Enteroctopus родини Enteroctopodidae. Найбільший вид восьминогів. Вид був описаний німецьким зоологом Герхардом Вюлкером у 1910 році.

## Ареал
Гігантський восьминіг мешкає у північній частині Тихого океану, в Японському, Охотському і Беринговому морях, а також біля тихоокеанського узбережжя Північної Америки, від Нижньої Каліфорнії до Аляски на північному сході і Японії на заході. Гігантський восьминіг проживає від тропічного до субарктичного поясу, в верхніх горизонтах, в зоні припливів і відливів до глибини 180 метрів, зустрічається на глибинах до 800 метрів, іноді — до 1500 метрів, від узбережжя до краю континентального шельфу. Гігантський восьминіг поширений від Японії і Корейського півострова до Примор'я та Курильських, Командорських і Алеутських островів. Також проживає біля острова Сахалін і Камчатки. В даний час відбувається скорочення чисельності самців і найбільш великих самок.

## Морфологія
Великий восьминіг, звичайна вага якого від 2 до 10 кг. Великі особини розміром до 150 см важать близько 30 кг. Зареєстровані екземпляри до 50 кг вагою і довжиною до 3 м. За деякими даними, довжина окремих особин може досягати 9 м. Максимальна зареєстрована маса — 198,2 кг. Самки більші за самців. Радіальний розмах щупалець може становити до 9,8 м. У гігантського восьминога орган воронки W-подібний. Над очима є 3-4 шишкоподібні бородавки, по одному великому шкірястому вушку.  У самців гектокотиль вузький, напівзакритий, майже трубкоподібні. Тіло кругле або овальне, зморшкувате, вкрите численними бородавками. Відстань між найвіддаленішими точками очей більша, ніж половина довжини тулуба (виміряного від його кінця і до лінії, що з'єднує центри очей).
Двосторонньо-симетричний, високоорганізований молюск. Тіло чітко розділяється на щупальця, голову і мішкоподібний тулуб. Раковина повністю зникла. Характерна для молюсків нога перетворилася в воронку і щупальця. Має 8 щупалець з присосками на внутрішній поверхні. При основі щупальця з'єднані перетинкою (амбреллою). Присоски розташовуються в два ряди, вусики і плавники відсутні. Присоски позбавлені рогових кілець і стеблинок, вони приєднані безпосередньо до щупалець. Воронка являє собою конічну трубку, вузьким кінцем спрямовану вперед і назовні, а широкою основою — назад і в мантійну порожнину. Воронка служить для плавання. Тулуб з усіх боків оточений мантією. Біля мантійної порожнини знаходяться зябра, там же знаходяться анальний і статевий отвори. На голові розташовані дуже складні і високоорганізовані очі, забезпечені рогівкою, райдугою, кришталиком, склоподібним тілом і дуже чутливою сітківкою. Радула добре розвинена. Глотка озброєна потужними хітиновими щелепами, які за формою нагадують дзьоб папуги. У ротову порожнину виходять протоки слинних залоз. Розвинений внутрішній скелет, представлений хрящовими утвореннями, які охороняють головне скупчення гангліїв, очі і статоцисти. Яйця прикріплює до донних предметів. Запліднення внутрішнє. Роль копулятивного органу виконують два видозмінені щупальця, названі гектокотиль.
Прекрасний плавець, але вважає за краще довго лежати на дні. Ненажерливий хижак-універсал. В основному споживає ракоподібних та молюсків. На гігантського восьминога полюють великі риби і морські ссавці: калани, сивучи, нерпи, морські котики, акули, палтуси, зубатки та кашалоти.
Гонохористичний (роздільностатевий) вид. Самка гине незабаром після вилуплення молоді з яєць. При спарюванні самець утримує самку щупальцем, а гектокотилем вводить сперматофори в мантійну порожнину самки, де відбувається запліднення. Молодь деякий час перебуває на планктонної стадії, поки не виростає і не починає вести бентичний (донний) спосіб життя.

## Навколишнє середовище
У відкритому океані не був помічений. Восьминоги зазвичай проживають в прибережних районах і ховаються в печерах, ущелинах та серед валунів. У літній період гігантський восьминіг зустрічається на грунтах всіх типів. Часто зустрічаються на кордоні скельних і піщаних грунтів в околицях крутих мисів, набагато рідше — в центрі глибоких бухт на піщаних і галькових грунтах. Інколи проживають далеко від берега. В такому випадку восьминоги живуть на гравійних, черепашкових, піщаних і мулистих грунтах. На відкритих ділянках з дисперними грунтами восьминоги можуть викопувати широкі ями, які вони використовують як лігва.

## Господарське значення
Гігантські восьминоги служать об'єктом промислу в Північній Японії, КНДР і Південній Кореї.

## Життєвий цикл
Гігантські восьминоги роблять сезонні міграції влітку і восени. Влітку напередодні нересту вони мігрують на малі глибини і скупчуються. Восени, після нересту, восьминоги дуже швидко, протягом декількох днів, розселяються по всьому ареалу, не утворюючи скупчень.